# Malu Mulher
Malu Mulher és una sèrie de televisió brasilera emesa per Rede Globo del 24 de maig del 1979 al 22 de desembre de 1980, creada i dirigida per Daniel Filho, amb la col·laboració de textos de Manoel Carlos i Euclydes Marinho. És inspirada en la comèdia Una dona separada de Paul Mazursky del 1978.
Regina Duarte interpreta la protagonista Malu, una dona recentment divorciada que intenta guanyar-se la vida per si sola sense patir els prejudicis de l'època.

## Argument
L'episodi d'estrena aborda el procés de separació de Malu i Pedro Henrique, les baralles amb agressions verbals i físiques, la inseguretat i la por de la filla adolescent de la parella, Elisa, i l'evident desarmonia a casa. El primer any de la sèrie mostra la marxa de Malu de casa, i les dificultats de Malu per intentar guanyar-se la vida, mantenir la seva nova llar i mantenir la seva filla. En el segon any, Malu és més madura i obté un treball fix en un institut de recerca. Després hi ha una nova fase on està disposada a començar la seva vida amorosa.

## Censura
Abans de finalitzar els episodis, hi va haver una presentació de la sèrie brasilera a la premsa, en la qual Regina Duarte va parlar sobre el seu personatge i sobre l'emancipació femenina a la societat brasilera. Una entrevista arriscada, ja que no se sabia si, al final de la presentació, Censura Federal permetria l'emissió de Malu Mulher, Carga Pesada i Plantão de Polícia. La sèrie, però, va acabar rebent els certificats d'exhibició. L'autor Walther Negrão diu que fins i tot va escriure un episodi que va ser vetat per la censura federal. A Malu, a Rainha da Boca do Lixo, la sociòloga era contractada per un institut per fer investigacions sobre la prostitució a São Paulo. Després es va disfressar de prostituta i va anar a la Rua do Triunfo, on finalment va ser arrestada. El delegat, però, es va adonar que era una dona educada i temia que fos periodista. Aleshores, un dels casos que més es va parlar als diaris va ser el d'un delegat que va colpejar les prostitutes. L'episodi va patir una acció de censura federal: inicialment vetada, va ser alliberada, però no a temps per ser emesa l'última temporada de Malu Mulher.

## Repartiment
Papers principals
- Regina Duarte.... Malu
- Dênis Carvalho .... Pedro Henrique
- Narjara Turetta .... Elisa
- Antônio Petrin .... Gabriel Fonseca
- Sônia Guedes .... Elza
- Ricardo Petraglia .... Amorim
- Lúcia Alves .... Esposa d'Amorim
- Ruthinéia de Moraes .... Vera
- Elza Gomes .... Alice
- Natália do Vale....Amiga de Malu

Papers secundaris
- Dina Sfat
- Elza Gomes
- Mário Lago
- Lucélia Santos
- Ângela Leal
- Paulo Figueiredo
- Ney Latorraca

## Miscel·lània
El primer episodi es va presentar de nou al Festival 20 Anos el juny de 1985. Al Festival 30 Anos, es van reproduir alguns episodis durant una setmana el març del 1995.
Va ser reemesa pel Canal Viva entre el 4 de maig de 2013 i el 22 de febrer de 2014.
En novembre de 2006, 10 episodis de la sèrie foren editats en DVD.

## Premis
La sèrie fou venuda a més de 50 canals de diversos països, entre ells la BBC i Antenne 2, i fou emesa als Estats Units, Països Baixos, Suècia, Cuba i Txecoslovàquia. Va rebre un dels Premis Ondas 1979 d'Espanya